# 花甲乡
花甲乡，是中华人民共和国云南省文山壮族苗族自治州富宁县下辖的一个乡镇级行政单位。

## 行政区划
花甲乡下辖以下地区：
花甲村、里色村、龙三盘村、那耶村、木垢村、戈里村、达木村和炮火村。